# Tareq Lababidi
Tareq Lababidi es un deportista jordano que compitió en taekwondo. Ganó una medalla en los Juegos Asiáticos de 1986, y dos medallas en el Campeonato Asiático de Taekwondo en los años 1986 y 1990.

## Palmarés internacional
| Juegos Asiáticos    | Juegos Asiáticos     | Juegos Asiáticos  | Juegos Asiáticos |
| Año                 | Lugar                | Medalla           | Categoría        |
| ------------------- | -------------------- | ----------------- | ---------------- |
| 1986                | Seúl (Corea del Sur) | Medalla de bronce | –58 kg           |
| Campeonato Asiático |                      |                   |                  |
| Año                 | Lugar                | Medalla           | Categoría        |
| 1986                | Darwin (Australia)   | Medalla de plata  | –58 kg           |
| 1990                | Taipéi (Taiwán)      | Medalla de bronce | –64 kg           |